# Jurkovič
Jurkovič je priimek v Sloveniji, ki ga je po podatkih Statističnega urada Republike Slovenije na dan 1. januarja 2010  uporabljalo 559 oseb.

## Znani nosilci priimka
- Aleksander (Sandi) Stanislav Jurkovič (ps. Nani Poljanec) (*1968), zbiralec," ljudski umetnik", performer
- Dušan Jurkovič (1868–1947), arhitekt
- Filip Jurkovič, vojak v 1. svetovni vojni, avtor dnevniških zapiskov
- Franc Jurkovič (1850–1921), učitelj/šolnik v Šmarju pri Jelšah, skladatelj
- Gorazd Jurkovič (*1960), polkovnik SV
- Ivan (Ivo) Jurkovič (1893–1934), kipar
- Ivan Jurkovič (*1952), cerkveni pravnik, nadškof, vatikanski diplomat
- Jelko Jurkovič, narodnozabavni glasbenik, kitarist
- Joso Jurkovič (1888–1940), upravni pravnik, univ. profesor
- Jože (Josip) Jurkovič (1928–1997), veterinar, hipolog, univ. prof.
- Jože Jurkovič (1928–1997), veterinar, hipolog, univ. prof.
- Jože Jurkovič (*1946), strojnik, župan Škofljice
- Jože Jurkovič (*1955), veterianar
- Majda Jurkovič, didaiktičarka matematike
- Martin Jurkovič (1847–1926), duhovnik, nabožni pisec, ptujski prošt in dekan
- Špelka Valentinčič Jurkovič (1931–2021), arhitektka, konservartorka